# Su Suercone

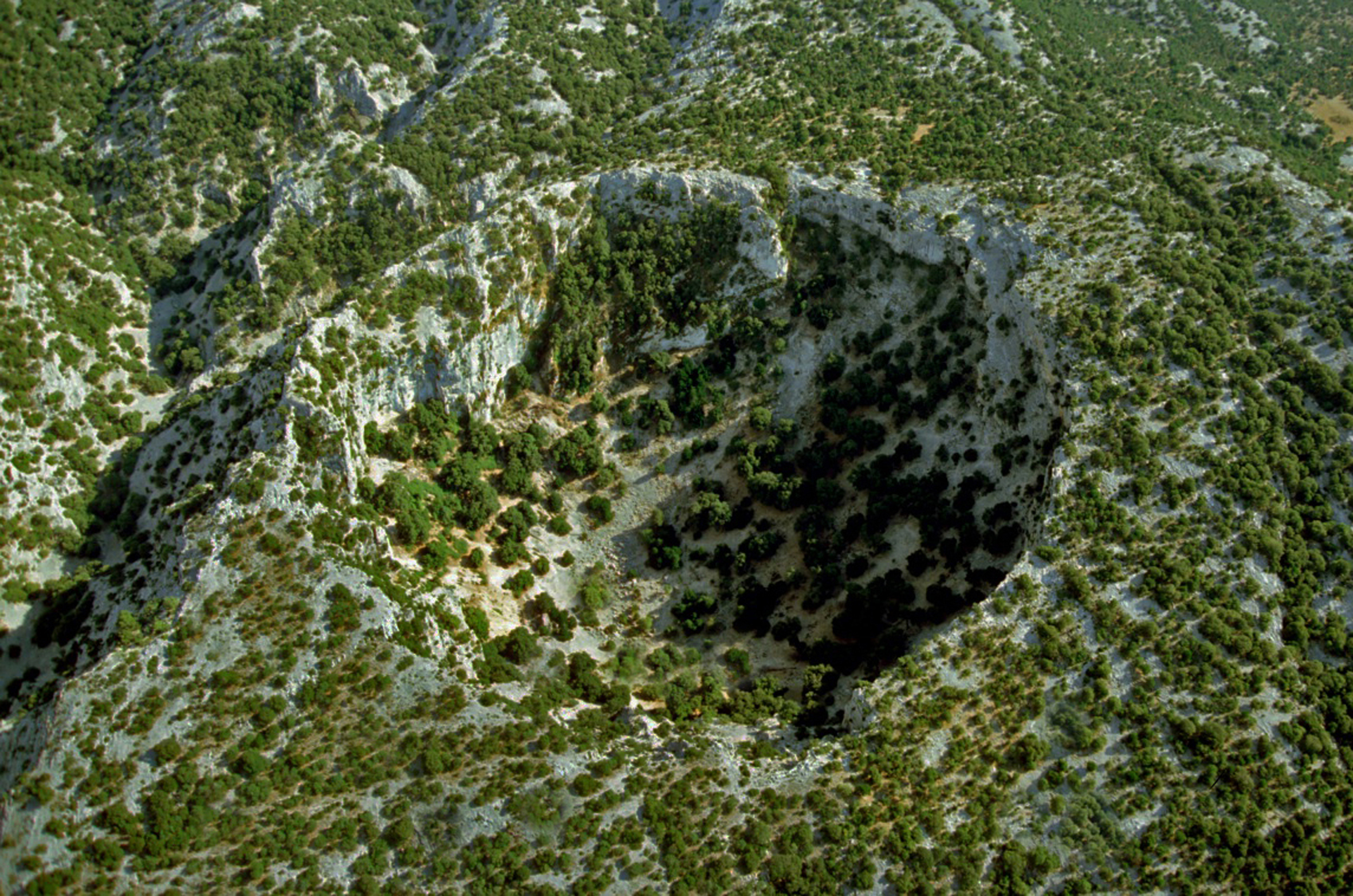
Die Doline Su Suercone

Die Doline Su Suercone (auch Suercòne, Su Sellone oder Su Sercone genannt) ist ein Karsttrichter, auf der Kalkstein-Hochebene des Supramonte, etwa 900 Meter über dem Meeresspiegel, bei Orgosolo in der Provinz Nuoro auf Sardinien. Su Suercone liegt ein paar Meilen Luftlinie von der archäologischen Stätte von Tiscali und der Schlucht Gola Gorropu entfernt. Zwischen der Doline und der Hochebene Donanigoro liegen die Reste des Nuraghendorfes „Su Nuragheddu“.

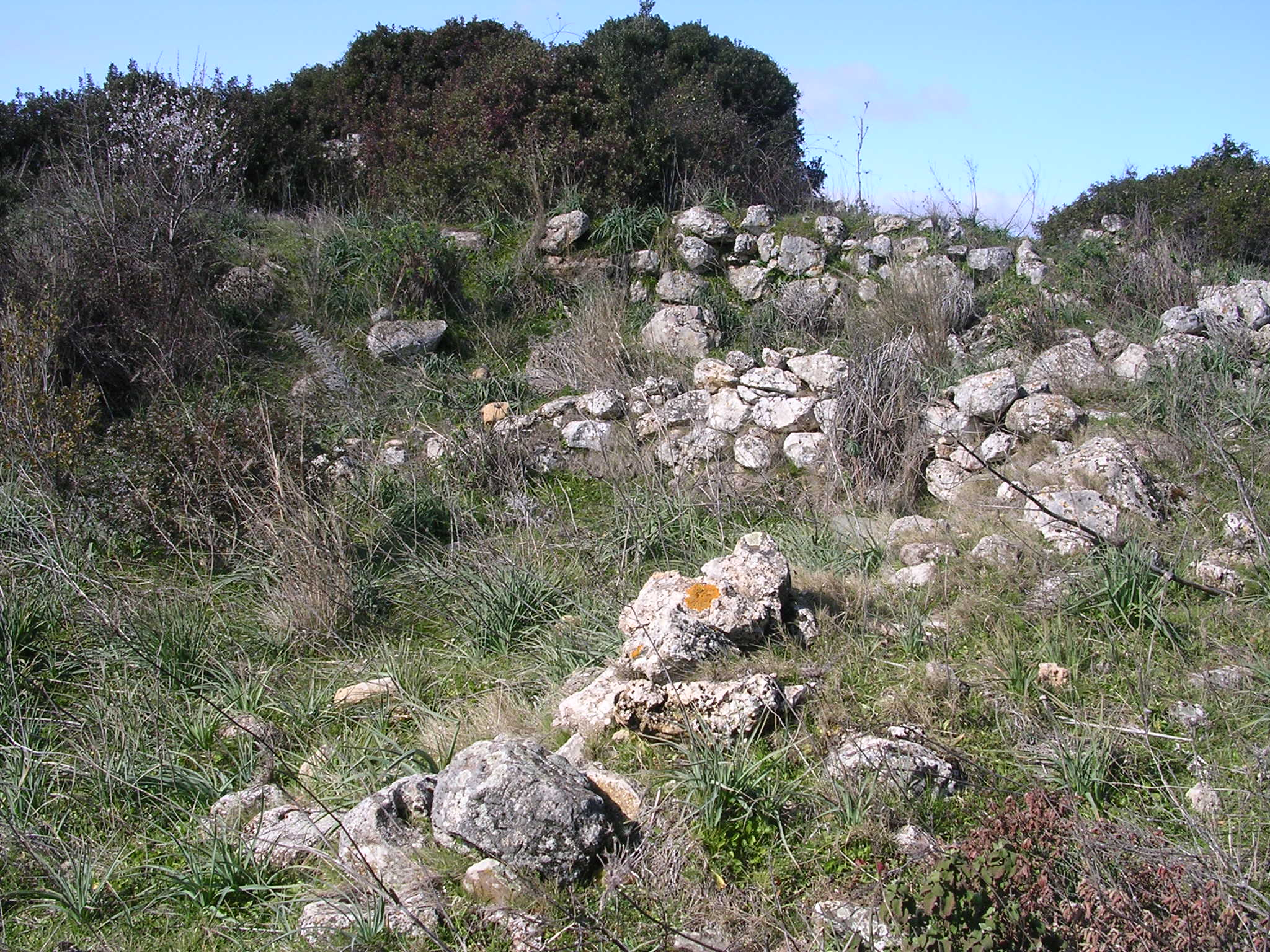
Su Nuragheddu

Die mit etwa 200 m tiefste Doline Sardiniens liegt nahe der Ausgrabungsstätte „Campu Donianicoro“. Ihre Öffnung ist 500 Meter weit, die Fläche beträgt 18,09 Hektar. Den Trichter mit seiner senkrechten Wand zu begehen, scheint unmöglich, es gibt aber einen Zugang zwischen den Felsen an der Wand im Süden. An mehreren Tränken aus Baumstämmen erkennt man, dass Schafhirten ihre Herden in der Doline weideten. Im Nordteil stößt man auf eine 30 Meter tiefe senkrechte Einbruchstelle, die wahrscheinlich mit den darunter liegenden Karsthöhlen in Verbindung steht. 
Im Inneren des Karsttrichters, besonders an seinen Wänden, findet man einige jahrhundertealte 18 bis 20 Meter hohe Eiben, während die Feuchtterrassen von Moos und Farnen bedeckt sind. Die Präsenz von Menschen in vorgeschichtlicher Zeit ist durch zahlreiche Grabbeigaben belegt, die in verschiedenen Höhlen gefunden wurden. 1994 wurde Su Suercone als Naturdenkmal (Monumento naturale) eingetragen.